# Felipe Santana
Felipe Augusto Santana (Rio Claro, Brasil, 17 de marzo de 1986), futbolista brasileño. Juega de defensa y su actual equipo es el Chapecoense del Campeonato Brasileño de Serie A.

## Clubes
| Club                 | País     | Año           |
| -------------------- | -------- | ------------- |
| Figueirense FC       | Brasil   | 2006-2008     |
| Borussia Dortmund    | Alemania | 2008-2013     |
| Schalke 04           | Alemania | 2013-2014     |
| Olympiakos(Préstamo) | Grecia   | 2015          |
| Kuban Krasnodar      | Rusia    | 2015-2016     |
| Atlético Mineiro     | Brasil   | 2016-2018     |
| Chapecoense          | Brasil   | 2020-Presente |

- Fuente:[1]

## Palmarés

### Participaciones internacionales
| Título                                  | Club              | Sede             | Año     |
| --------------------------------------- | ----------------- | ---------------- | ------- |
| Subcampeón Liga de Campeones de la UEFA | Borussia Dortmund | Londres, Wembley | 2012/13 |

### Campeonatos nacionales
| Título                 | Club              | País     | Año          |
| ---------------------- | ----------------- | -------- | ------------ |
| Bundesliga de Alemania | Borussia Dortmund | Alemania | 2010/11      |
| Bundesliga de Alemania | Borussia Dortmund | Alemania | 2011/12      |
| Copa de Alemania       | Borussia Dortmund | Alemania | Copa 2011/12 |